# Mictochroa rhodostrota
Mictochroa rhodostrota là một loài bướm đêm trong họ Noctuidae.